# ديبورا كوين
ديبورا كوين هي محامية كندية، ولدت في 24 فبراير 1955.

## وصلات خارجية
- الموقع الرسمي